# Salix coerulescens
Salix coerulescens är en videväxtart som beskrevs av Döll. Salix coerulescens ingår i släktet viden, och familjen videväxter. Inga underarter finns listade i Catalogue of Life.